# Szeged
Szeged er en by i det sydlige Ungarn, der med 157.930(2024) indbyggere er landets tredjestørste by efter Budapest og Debrecen. Byen er hovedstad i distriktet Csongrád og ligger ved bredden af Tisza-floden.